# 太空梭高傳真科技
太空梭高傳真資訊科技股份有限公司為台灣一家上市公司，為規模最大的各式電腦線材製造廠。最早1985年成立於土城，1989年赴大陸設廠，2000年成立光纖生產部並上市。該公司獲得UL、CSA、F-MARK、CCC及ISO9000（質量管理體系認證）、ISO14000（環境管理體系認證）等認證和2004年SONY綠色伙伴合約。
產品線有USB3.0、HDMI、銅線、CAT-6網路線...等
目前下轄廠區
- 廣東省東莞厚街溪頭管理區
  - 太空梭電線廠
- 廣東省常平
  - 紅翔金屬導體有限公司